# Guram Tushishvili
Guram Tushishvili   (Tbilisi, Geòrgia, 5 de febrer de 1995) és un judoka georgià que competeix en la categoria de pes pesat (actualment +100 Kg). Ha participat en 1 Olimpíada, guanyant la medalla de plata en la prova de +100 Kg en els Jocs Olímpics de Tòquio 2020. A més, ha guanyat 3 medalles (1 d'or) en els Campionats del Món i 7 medalles (2 d'or) en els Campionats d'Europa.
El 29 de març del 2019, va ser desqualificat durant dos mesos per participar en un campionat de Kurash (un tipus de lluita tradicional), cosa que infringia la normativa de la Federació Internacional de Judo.

## Trajectòria professional
| Jocs Olímpics      | Jocs Olímpics | Jocs Olímpics | Jocs Olímpics |
| Any                | Seu           | Posició       | Categoria     |
| ------------------ | ------------- | ------------- | ------------- |
| 2020               | Tòquio        | 2             | +100 Kg       |
| Campionat del Món  |               |               |               |
| 2017               | Budapest      | 5a posició    | +100 Kg       |
| 2018               | Bakú          | 1             | +100 Kg       |
| 2019               | Tòquio        | 5a posició    | +100 Kg       |
| 2022               | Taixkent      | 3             | +100 Kg       |
| 2023               | Doha          | 1/8 final     | +100 Kg       |
| 2024               | Abu Dhabi     | 2             | +100 Kg       |
| Campionat d'Europa |               |               |               |
| 2014               | Montpeller    | 1a ronda      | +100 Kg       |
| 2017               | Varsòvia      | 1             | +100 Kg       |
| 2018               | Tel-Aviv      | 5a posició    | +100 Kg       |
| 2019               | Minsk         | 1             | +100 Kg       |
| 2020               | Praga         | 3             | +100 Kg       |
| 2021               | Lisboa        | 3             | +100 Kg       |
| 2022               | Sofia         | 3             | +100 Kg       |
| 2023               | Montpeller    | 2             | +100 Kg       |
| 2024               | Zagreb        | 2             | +100 Kg       |